# 521
Évszázadok: 5. század – 6. század – 7. század
Évtizedek: 470-es évek – 480-as évek – 490-es évek – 500-as évek – 510-es évek – 520-as évek – 530-as évek – 540-es évek – 550-es évek – 560-as évek – 570-es évek
Évek: 516 – 517 – 518 – 519 –  520 – 521 – 522 – 523 – 524 – 525 – 526

## Események

### Bizánci Birodalom
- Iusztinianoszt, Iusztinosz császár unokaöccsét consullá és a keleti seregek főparancsnokává nevezik ki.
- A nyugat-kaukázusi Lazica királyságában I. Cate jut uralomra, aki szakít a Szászánidákkal és a bizánci császár védelmét kéri. Konstantinápolyba utazik, ahol megkeresztelkedik (Iusztinosz császár a keresztapja) és egy bizánci nemesasszonyt vesz feleségül.

### Ázsia
- A dél-arábiai Himjarita Királyságban az izraelita vallású Dhú Nuvász meggyilkolja Dhú Sanatir királyt, aki fiatal fiúkat erőszakolt és gyilkolt meg. Miután elfoglalta a trónt, megtámadja Nadzsrán városát és - állítólag a Bizánci Birodalom zsidóüldözéseit megbosszulandó - lerombolja a keresztény templomokat és legyilkoltatja azokat akik nem hajlandóak feladni keresztény vallásukat.

## Születések
- Szent Kolumba, skóciai hittérítő

## Halálozások
- Magnus Felix Ennodius, Pavia püspöke
- Szarugi Szent Jakab, szír teológus és költő

## Fordítás
- Ez a szócikk részben vagy egészben  a(z)   521 című angol Wikipédia-szócikk ezen változatának fordításán alapul.  Az eredeti cikk szerkesztőit annak laptörténete sorolja fel. Ez a jelzés csupán a megfogalmazás eredetét és a szerzői jogokat jelzi, nem szolgál a cikkben szereplő információk forrásmegjelöléseként.